# 모래인간
《모래인간》은 2000년 8월 2일, 세계사에서 발행한, 시인 최승호의 열 번째 시집이다.